# Luís Godinho
Luís Miguel Branco Godinho (* 18. November 1985 in Borba) ist ein portugiesischer Fußballschiedsrichter.
Godinho leitet seit der Saison 2014/15 Spiele in der Segunda Liga und seit der Saison 2015/16 Spiele in der Primeira Liga.
Seit 2017 steht er auf der Liste der FIFA-Schiedsrichter und pfeift internationale Fußballspiele. Er gehört zur Gruppe der UEFA-First-Category-Schiedsrichter.
Bei der Europameisterschaft der Frauen 2022 in England wurde Godinho als Videoschiedsrichter eingesetzt. Zuvor war er bereits bei der U-21-Europameisterschaft 2019 in Italien und San Marino und bei der U-17-Weltmeisterschaft 2019 in Brasilien als Videoschiedsrichter im Einsatz gewesen.